# Shandong
 Shandong (?·pàg.) (xinès tradicional: 山東, xinès simplificat: 山东, pinyin: Shāndōng, Wade-Giles: Shan-tung) és una província costanera de l'est de la República Popular de la Xina. La seva abreviació és Lu, per l'estat de Lu.
Shandong vol dir "muntanyes de l'est", en referència a les muntanyes de Taihang. La província es troba al curs baix del Huang He (riu Groc) i s'estén cap al mar tot formant la Península de Shandong. Shandong limita amb la badia de Bohai al nord, amb Hebei al nord-oest, amb Henan a l'oest, amb Jiangsu al sud, i el mar Groc al sud-est; també té una petita frontera amb Anhui, entre Henan i Jiangsu.
La província de Shandong també és coneguda com a Qílǔ (齐鲁/齊魯).

## Geografia
La província de Shandong és principalment plana, ja que gran part pertany a la plana del nord de la Xina. El centre és més muntanyenc, amb les Muntanyes Lushan i Mengshan i el mont Tai, una de les cinc muntanyes sagrades de la Xina. A l'est es troba l'accidentada península de Shandong que separa el mar de Bohai, al nord, del mar Groc, al sud i aquest. El cim més alt és el bec de l'Emperador de Jade, amb una altura de 1.545 metres. El riu Groc travessa la zona oest de la província i desemboca en la seva costa nord, en el mar de Bohai. Transcorre per la província mitjançant un dic més elevat que el terreny circumdant i divideix la seva zona occidental en dues conques, la del ric Hai al nord i la del riu He al sud. El Gran Canal de la Xina travessa Shandong des del nord-oest al sud-oest. El llac Weishan és el més gran de la zona. Shandong té 3.000 quilòmetres de costa.

## Divisions administratives
Shandong es divideix en 17 prefectures:
- Jinan (xinès simplificat: 济南市; xinès tradicional: 濟南市; Hanyu pinyin: Jǐnán Shì)
- Liaocheng (聊城市 Liáochéng Shì)
- Dezhou (德州市 Dézhōu Shì)
- Dongying (東營市 (东营市) Dōngyíng Shì)
- Zibo (淄博市 Zībó Shì)
- Weifang (潍坊市 Wéifāng Shì)
- Yantai (煙臺市 (烟台市) Yāntái Shì)
- Weihai (威海市 Wēihǎi Shì)
- Qingdao (青島市 (青岛市) Qīngdǎo Shì)
- Rizhao (日照市 Rìzhào Shì)
- Linyi (臨沂市 (临沂市) Línyí Shì)
- Zaozhuang (棗莊市 (枣庄市) Zǎozhuāng Shì)
- Jining (濟寧市 (济宁市) Jìníng Shì)
- Tai'an (泰安市 Tài'ān Shì)
- Laiwu (萊蕪市 (莱芜市) Láiwú Shì)
- Binzhou (濱州市 (滨州市) Bīnzhōu Shì)
- Heze (菏澤市 (菏泽市) Hézé Shì)

## Història
Shandong està situada a la zona est de la plana Xinesa i ha estat sota la influència de la cultura xinesa des dels seus inicis. Entre el segon i tercer mil·lenni aC es va desenvolupar en la zona la cultura de Longshan, caracteritzada per la seva ceràmica de color negre i que fou l'apogeu de la cultura neolítica xinesa. Les primeres dinasties (la dinastia Shang i la dinastia Zhou) es van esforçar a controlar les zones central i occidental de la província. La península de Shandong estava habitada pels laiyi, que van quedar fora de la influència de la civilització xinesa i als quals es considerava bàrbars (encara que finalment van ser absorbits i no se'ls esmenta gaire en la història de la Xina).
Durant el període de Primaveres i Tardors els estats regionals es van tornar extremadament poderosos. A Shandong es van establir dos d'ells: l'estat de Qi, a Linzi, i l'estat de Lu, a Qufu, famós per ser el lloc de naixement de Confuci i Menci. Aquest estat era comparativament petit, per la qual cosa finalment va sucumbir davant el poderós estat de Chu. L'estat de Qi, no obstant això, es va mantenir com una gran potència durant tot aquest període, governant ciutats com Linzi, Jimo (al nord de la moderna Qingdao) i Ju. La dinastia Qin va destruir l'estat de Qi i va establir el primer estat centralitzat xinès el 221 aC. La posterior dinastia Han creà dues províncies zhou (州, zhōu) en el que és la moderna Shandong: Qingzhou al nord i Yanzhou al sud.
Durant el període dels Tres Regnes, Shandong va pertànyer a Cao Wei que controlava el nord de la Xina. Posteriorment un breu període d'unitat sota la dinastia Jin (265-420) donà pas a les invasions dels pobles nòmades del nord.
Durant el segle següent Shandong va canviar diverses vegades de mans, pertanyent successivament als Zhao Posteriors, Yan Anteriors, Qin Anteriors, Yan Posteriors, Yan del Sud, Liu Song i finalment a la dinastia Wei Septentrional, la primera del període de les dinasties Meridionals i Septentrionals i a la qual la província va pertànyer durant la resta del període. El 412, el monjo budista xinès Faxian va desembarcar a Laoshan (en el límit sud de la península de Shandong), procedent d'Índia, portant amb ell diversos textos budistes. Des d'allí va continuar fins a la cabdal Qingzhou, on romandria durant un any traduint al xinès el que es considera un dels majors llibres de viatges.
La dinastia Sui va restablir la unitat del país el 589, i la dinastia Tang va dominar la següent edat d'or de la Xina. Posteriorment el país s'escindí en diferents faccions controlades pels senyors de la guerra, fet que duria al període de les Cinc Dinasties i els Deu Regnes. Shandong va formar part de les Cinc Dinasties. La dinastia Song reunificà la Xina a la fi del segle x. El 1996 es van descobrir més de 200 estàtues de Buda enterrades a Qingzhou. Les estàtues inclouen exemples primitius de figures pintades i es creu que es van enterrar durant la persecució del budisme feta per l'emperador Huizong de la dinastia Song, qui afavorí el daoisme. La dinastia Song va ser obligada a cedir el nord de la Xina a la dinastia Jurchen el 1142. La moderna província de Shandong va ser creada per la dinastia Ming. Incloïa gran part de l'actual Liaoning (al sud de Manxúria). No obstant això els manxús van conquistar la Xina el 1644 i van fundar la dinastia Qing, durant la qual la província va establir pràcticament les seves fronteres actuals.
El 25 de juliol de 1668, un terratrèmol amb una magnitud estimada de 8,5, l'epicentre del qual va ser just al nord-est de la ciutat de Linyi, va devastar Shandong i va matar entre 43.000 i 50.000 persones.
Durant el segle xix, tota la Xina va estar cada vegada més influïda per la cultura occidental i la província va ser afectada de forma especial. Qingdao es va cedir als alemanys el 1897 i Weihai als britànics el 1898. La resta de la província es considerava que estava sota l'esfera d'influència alemanya. Es va produir una forta depressió econòmica produïda entre altres factors per la sequera que va afectar la zona i la posterior inundació produïda pel desbordament del riu Groc. A més, hi va haver una forta pressió demogràfica produïda pels desplaçats que fugien de la fam i els soldats desmovilizados després de la Primera Guerra Sino-japonesa.
La dinastia Qing va obrir els territoris de Manxúria a l'emigració han i Shandong va esdevenir la font principal d'aquesta emigració. Tota aquesta situació socio-economica va ser el brou de cultiu en el qual es va desenvolupar la Rebel·lió dels Bòxers, que va començar en un petit poble de la província al març de 1899. Després de la fundació de la República Popular de la Xina el 1911, Qingdao va tornar al control xinès el 1922; Weihai la va seguir en 1930. El 1937, el Japó va iniciar la invasió de la Xina durant la Segona Guerra Sino-japonesa.
Shandong va ser ocupada per les forces japoneses, amb focus de resistència en el camp, fins a la rendició del Japó en finalitzar la Segona Guerra Mundial el 1945. En aquells dies, les forces comunistes ja controlaven part de Shandong. Durant els següents quatre anys es desenvoluparia la Guerra Civil Xinesa, fins que els comunistes van desallotjar del poder al Kuomintang al juny de 1949. A l'octubre d'aquest mateix any es fundaria la República Popular Xinesa. Sota el nou govern, algunes parts de Shandong van ser cedides a l'efímera província de Pingyuan.
Shandong, per la seva banda, va incrementar el seu territori amb les zones de Xuzhou i Lianyungang, pertanyents a la província veïna de Jiangsu. No obstant això, cap d'aquests canvis perduraria molt temps. En els últims anys, Shandong, especialment la seva part oriental, ha accelerat el seu desenvolupament econòmic i s'ha convertit en una de les províncies més riques de la Xina.